# Akt końcowy Konferencji Bezpieczeństwa i Współpracy w Europie

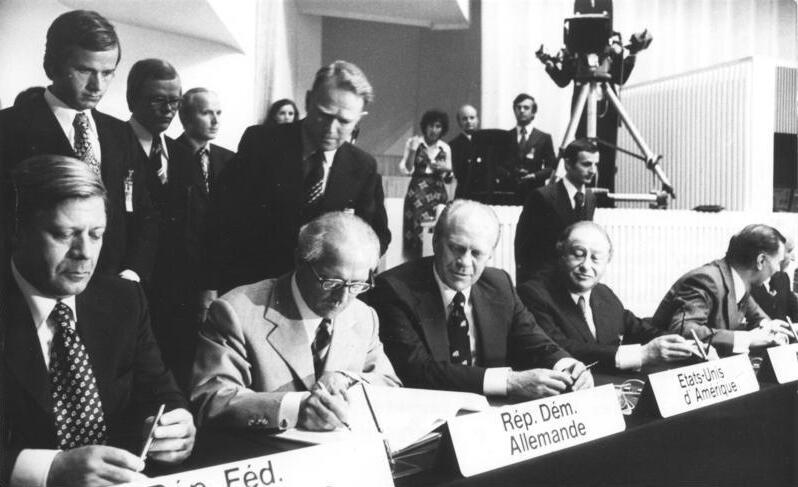
Kanclerz RFN Helmut Schmidt, przywódca Niemieckiej Republiki Demokratycznej Erich Honecker, prezydent USA Gerald Ford oraz kanclerz Austrii Bruno Kreisky

Akt końcowy Konferencji Bezpieczeństwa i Współpracy w Europie – dokument podpisany przez 35 szefów państw i rządów na zakończenie obrad Konferencji Bezpieczeństwa i Współpracy w Europie w dniu 1 sierpnia 1975 w Helsinkach. Był to pierwszy przypadek w czasie zimnej wojny, gdy na tak wysokim szczeblu państwa obu bloków zdecydowały się przyjąć wspólne zasady postępowania w stosunkach międzynarodowych. Jego sygnatariuszami stały się 33 państwa europejskie oraz Kanada i USA.

## Treść
Regulacje przyjęte w Akcie końcowym podzielone zostały na tzw. koszyki. Koszyk I stanowiły Zagadnienia bezpieczeństwa w Europie, na które składały się: Deklaracja zasad rządzących stosunkami między państwami uczestniczącymi oraz Dokument w sprawie środków budowy zaufania oraz niektórych aspektów bezpieczeństwa i rozbrojenia. Za kluczową część koszyka I uważa się katalog zasad obowiązujących w stosunkach międzynarodowych, na które składały się:
- suwerenna równość;
- powstrzymanie się od groźby użycia siły i jej użycia;
- nienaruszalność granic;
- integralność terytorialna państw;
- pokojowe rozstrzyganie sporów;
- nieingerencja w sprawy wewnętrzne;
- poszanowanie praw człowieka i podstawowych wolności;
- równouprawnienie i prawo narodów do samostanowienia;
- współpraca między państwami;
- wykonywanie w dobrej wierze zobowiązań wynikających z prawa międzynarodowego.

Koszyk II – Współpraca w dziedzinie gospodarczej, naukowej i technicznej oraz środowiska naturalnego – obejmował zagadnienia z zakresu wymiany handlowej, współpracy gospodarczej oraz naukowo-technicznej. Z kolei w koszyku III – Współpraca w dziedzinie humanitarnej i dziedzinach pokrewnych – odniesiono się do zagadnień związanych z kontaktami międzyludzkimi, informacją i współpracą w dziedzinie kultury oraz edukacji. IV koszyk stanowił zapowiedź kontynuacji procesu KBWE.

## Sygnatariusze

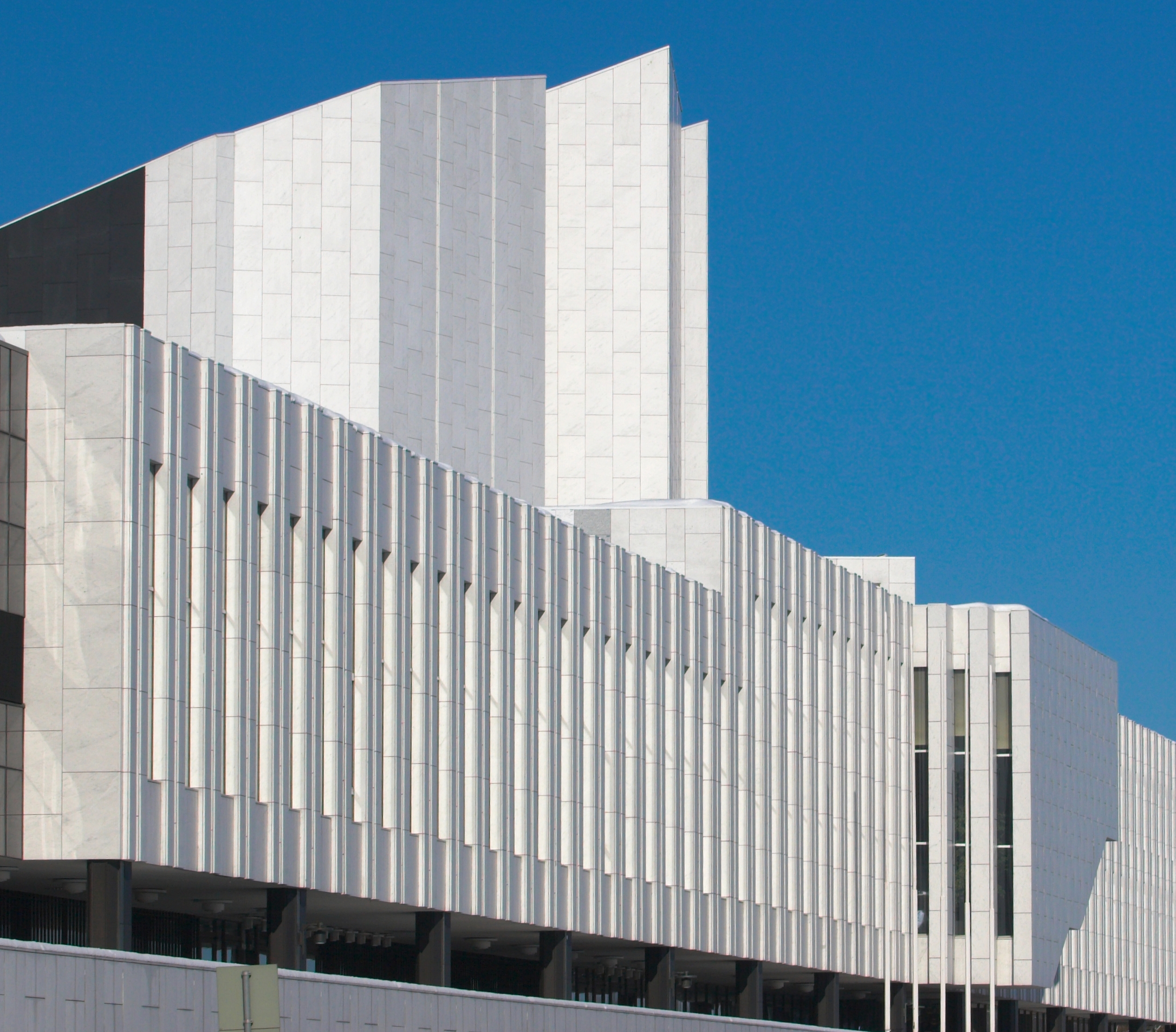
Finlandia Talo – miejsce podpisania Aktu Końcowego KBWE

- Austria
- Belgia
- Bułgaria
- Cypr
- Czechosłowacja
- Dania
- Finlandia
- Francja
- Grecja
- Hiszpania
- Holandia
- Irlandia
- Islandia
- Jugosławia
- Kanada
- Liechtenstein
- Luksemburg
- Malta
- Monako
- NRD
- Norwegia
- PRL
- Portugalia
- RFN
- Rumunia
- San Marino
- Szwajcaria
- Szwecja
- Stany Zjednoczone
- Turcja
- Watykan
- Węgry
- Wielka Brytania
- Włochy
- ZSRR